# 三角洲工程

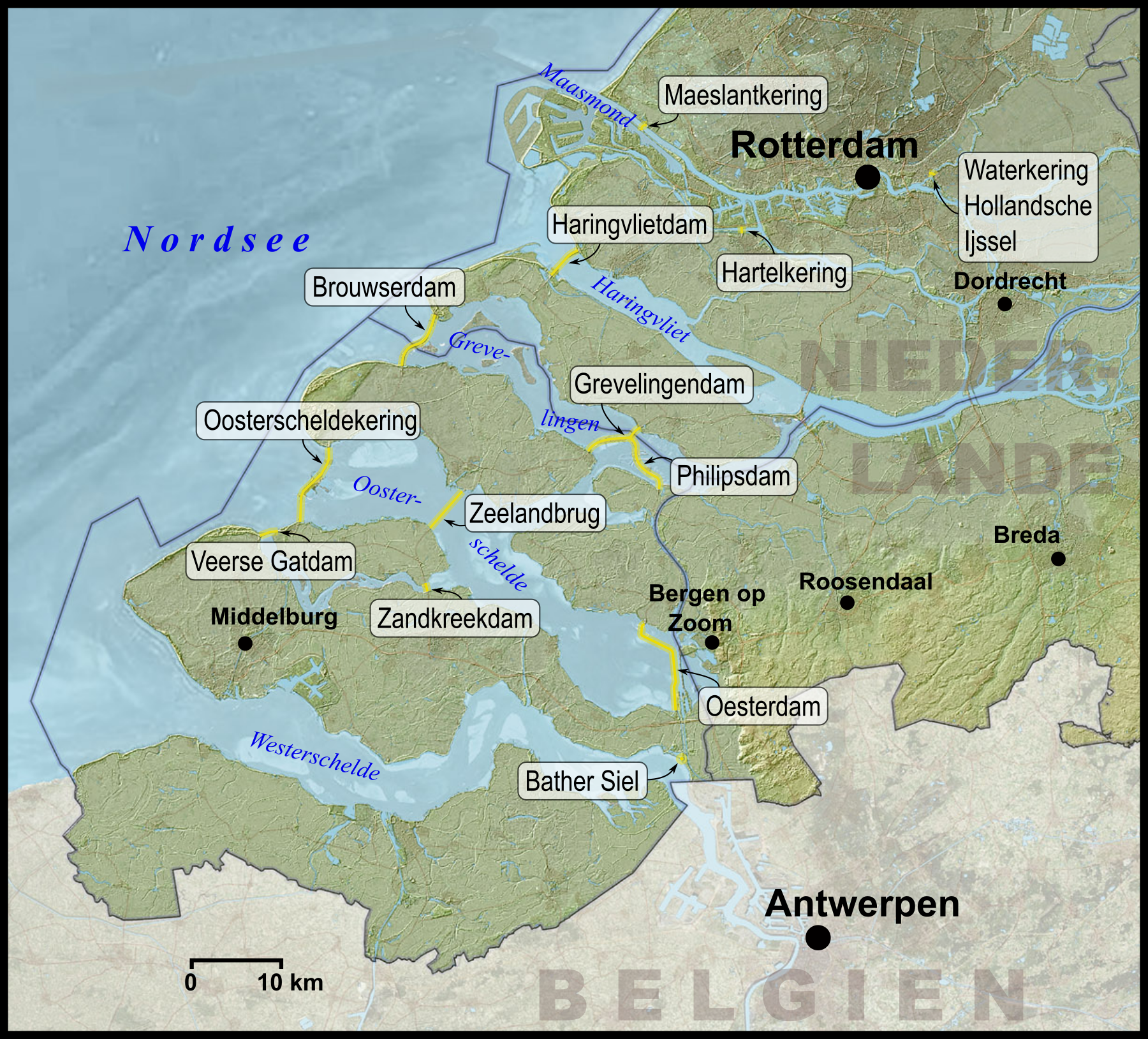
三角洲工程概觀

三角洲工程（荷蘭語：Deltawerken）是荷蘭為防禦北海風暴潮侵襲而建造的大型防洪系統，主要保護澤蘭省、南南荷蘭省及北布拉邦省等地區。該工程歷經數十年建設，核心項目包括1986年竣工的東斯海爾德防洪閘（Oosterscheldekering）、1997年完成的馬仕朗防風暴潮屏障（Maeslantkering），以及2010年全數堤防達到「三角洲高度」（deltahoogte）標準的哈靈斯水壩（Harlingse Keerdam）。其設計標準由《三角洲法案》（Deltawet）規範，針對不同區域制定差異化的防洪結構強度與高度。
荷蘭約27%國土低於海平面，1953年北海大洪水造成1,836人死亡後，政府啟動此計畫。工程結合固定式與可動式結構，如：
- 東斯海爾德防洪閘：採用部分開放設計，平時允許潮汐維持生態，風暴時關閉閘門；
- 馬仕朗屏障：兩扇重6,800噸的浮動鋼門，透過電腦系統監測自動啟閉，為全球少見的可移動防波堤。
美國土木工程師學會（ASCE）將此工程列為現代世界七大工程奇蹟，肯定其「千年一遇」的防洪標準與技術創新一。後續更啟發荷蘭「還地於河」（Room for the River）等彈性治水策略，轉向與水共生的空間規劃。

## 歷史
幾個世紀以來，萊茵河、默茲河與斯海爾德河的河口，反覆發生海水倒灌造成的大型洪水。1953年北海大洪水發生後，尼德蘭政府開始思考解決之道。

## 参考文献

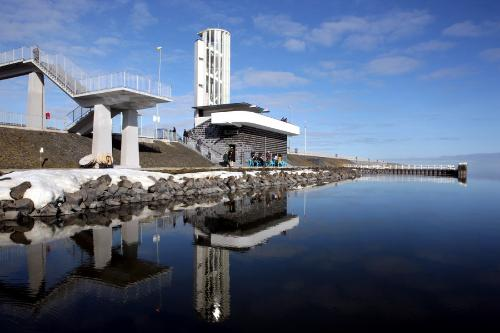
北海保護工程